# 천국의 아이들 (2012년 영화)
천국의 아이들은 2012년 5월 24일에 개봉된 대한민국의 영화이다. 영화의 배경이 된 학교는 서울시 구로구 소재 구로중학교이고, 이 학교에서 일어난 실화를 바탕으로 했다.

## 줄거리
열 다섯 살 문제의 중딩들의 즐겁고 발칙한 반란이 담긴 이야기를 그린 영화이다.

## 등장 인물

### 주인공
- 유다인 : 유진
- 박지빈 : 정훈
- 김보라 : 성아